# Kreuzmodulation
Kreuzmodulation ist eine spezielle Form der Intermodulation und bezeichnet eine Beeinträchtigung der Signalübertragung, bei der sich infolge von Nichtlinearitäten im gemeinsamen Übertragungskanal zwischen mehreren Sendern und Empfängern zwei zu separierende Signale gegenseitig modulieren.
Kreuzmodulation kann bei der Verstärkung amplitudenmodulierter Signale (Amplitudenmodulation) auftreten. Am besten lässt sich dies an einem theoretischen Beispiel verdeutlichen:
Angenommen, einem Hochfrequenz-Verstärker werden gleichzeitig ein – mit einem Informationssignal – moduliertes Trägersignal s1(t) und ein unmoduliertes Trägersignal s2(t) zugeführt. Besitzt der Verstärker nun ein nichtlineares Übertragungsverhalten, was für gewöhnlich vor allem an seiner Leistungsgrenze der Fall ist, wird das zuvor unmodulierte Trägersignal s2(t) mit dem in s1(t) enthaltenen Informationssignal „Kreuz“-moduliert. Der Verstärker verhält sich mit steigender Eingangsspannung immer mehr wie ein Mischer.
In der Praxis ist dies natürlich unerwünscht, denn das Trägersignal s2(t) überträgt sinnvollerweise ein eigenes Informationssignal, welches durch die Kreuzmodulation dann gestört werden würde. Um diesen nichtlinearen Verzerrungen vorzubeugen, sollte der Hochfrequenzverstärker ausschließlich in seinem linearen Verstärkungsbereich betrieben werden.
Ein Maß für die Unterdrückung der Kreuzmodulation ist der so genannte Kreuzmodulationsabstand. Darunter versteht man die Differenz zwischen dem Pegel des Trägersignals und dem Pegel des ihm durch die Kreuzmodulation aufgeprägten „Fremd“-Informationssignals.
Kreuzmodulation tritt auch bei Radiosignalen in der Ionosphäre auf und wird als Luxemburgeffekt bezeichnet.